# Peripolus
Peripolus is een geslacht van rechtvleugeligen uit de familie veldsprinkhanen (Acrididae). De wetenschappelijke naam van dit geslacht is voor het eerst geldig gepubliceerd in 1898 door Martínez y Fernández-Castillo.

## Soorten
Het geslacht Peripolus omvat de volgende soorten:
- Peripolus nepalensis Uvarov, 1942
- Peripolus pedarius Stål, 1878